# Tito Gobbi
Tito Gobbi (Bassano del Grappa, 24 d'octubre de 1913 – Roma, 5 de març de 1984) va ser un dels més grans barítons italians.

## Biografia
Tito va nàixer en Bassano del Grappa i va estudiar Dret a la Universitat de Pàdua abans d'iniciar la seua preparació com a cantant a Roma amb Giulio Crimi.
Va fer el seu debut operístic a Gubbio (Úmbria) l'any 1935 com Rodolfo en La sonnambula de Vincenzo Bellini. L'any 1936 va aconseguir el primer premi en el concurs internacional de Viena i el 1937 va ser premiat en el concurs de l'escola de La Scala de Milà. El mateix any, va interpretar per primera vegada el paper de Germont de La Traviata de Verdi a Roma.
Va interpretar papers wagnerians i la Salomé de Richard Strauss. L'any 1942, va cantar Wozzeck d'Alban Berg, en la primera representació italiana de l'òpera de Berg. Va debutar en La Scala de Milà amb el rol de Belcore en L'elisir d'amore de Gaetano Donizetti.
Després de la Segona Guerra Mundial, va començar a actuar internacionalment en ciutats com ara Estocolm (1947), Londres (1948), San Francisco (1948, com Fígaro a El barber de Sevilla), Salzburg (1950, com Don Giovanni), Covent Garden (1951, com Belcore en L'elisir d'amore) i Chicago (1953). Roma seria la base de Tito per a moltes de les seues produccions entre els anys 50 i 60. Entre 1954 i 1973 va cantar regularment en l'Òpera Lírica de Chicago i, com invitat, als teatres d'òpera de París, Múnic, Hamburg o Stuttgart.
L'any 1952 va obrir la temporada de La Scala amb Ford (Falstaff de Verdi). Va debutar en el Metropolitan l'any 1956, en el paper que potser li va proporcionar més èxits, el de Scarpia en Tosca. L'any 1957, va encarnar a Falstaff de Verdi a Salzburg sota la direcció de Herbert von Karajan. El 1958 va interpretar al Covent Garden un memorable Rodrigo, Marquès de Posa en Don Carlos, amb la posada en escena de Luchino Visconti.
Va cantar el paper de baró Scarpia en la producció de Franco Zeffirelli (1964) de l'òpera de Puccini Tosca en Covent Garden amb Maria Callas en el paper protagonista. L'acte II d'aquesta producció es va retransmetre per la televisió britànica, i avui en dia es conserva en vídeo i DVD. Aquest enregistrament es considera històric, per tractar-se d'un dels pocs registres en vídeo disponibles de la cantant i va acabar contribuint de forma significativa a la popularitat del baríton.
Gobbi i Callas havien interpretat prèviament aquests papers en l'enregistrament clàssic d'EMI, de 1953, amb Giuseppe di Stefano com Mario Cavaradossi i dirigint l'orquestra, Victor de Sabata. Aquest disc de 1953 ha estat editat tant en LP com en CD i és considerat per molts com el millor enregistrament mai fet d'una òpera completa. Es va deixar d'editar només una vegada, després que María Callas tornara a enregistrar la mateixa òpera en estèreo, l'any 1964, però la versió mono de 1953 aviat va ser reeditada i continua apareixent avui en dia. Es considera una de les millors interpretacions tant de Callas com de Gobbi. Era amic íntim i admirador de Callas, i va ser entrevistat diverses vegades sobre les seues col·laboracions.
En anys posteriors es va establir en l'Òpera Lírica de Chicago. A partir dels anys 1960 es va dedicar igualment a la direcció, especialment per a la Chicago Opera House; va estar involucrat en la direcció d'escena, sent un exemple d'aquesta tasca la seua producció de Simon Boccanegra l'any 1965, en la Royal Opera House de Londres.
Va tenir una filla amb la seua esposa Tilda, Cecilia. Aquesta és avui dia la coordinadora de l'Associazione Musicale Tito Gobbi, una organització dedicada a conservar i dinfondre les contribucions de Gobbi a l'òpera.
Gobbi es va retirar del món de l'òpera l'any 1979. El mateix any va publicar la seua autobiografia Tito Gobbi: La meua vida. L'any 1984 va publicar un altre llibre: Tito Gobbi i el seu món de l'òpera italiana (1984). És cunyat del baix búlgar Boris Christoff.

## Veu i papers destacats
Tito Gobbi es troba entre els més importants barítons italians de la seua generació, destacable per la subtilesa i la fluïdesa de la seua veu. Es va dedicar intensament a la seua formació musical, dominant amb seguretat les tècniques vocals requerides per a una carrera lírica de nivell internacional. El seu timbre no era particularment agradable, ni la seua veu tenia un abast inusual, però compensava aquestes limitacions amb un espectacular treball en escena. Se'l reconeix com un dels grans barítons del segle XX particularment per les seues habilitats dramàtiques, que poden comprovar-se, per exemple, en l'esmentat vídeo del segon acte de Tosca.
Figura notable del cant italià, va ser un dels més cèlebres barítons de la seua generació. Disposava d'una veu molt adequada per als repertoris belcantista, verdià i verista. Normalment se li associa a aquestes òperes, però va interpretar més d'un centenar de personatges diferents, entre elles obres poc representades al circuit internacional, com ara Écuba de Gian Francesco Malipiero o La locandiera de Persico, a més d'obres d'Ermanno Wolf-Ferrari, Ildebrando Pizzetti i Alban Berg, entre d'altres.
En qualsevol cas, les seues actuacions més cèlebres són les que va realitzar en la Scala en els anys 1950, habitualment tenint per companys d'escena a dos dels millors cantants del segle, Maria Callas i Giuseppe Di Stefano.
Entre els seus principals personatges cal esmentar a Almaviva en Les noces de Fígaro, Don Giovanni, Fígaro en El barber de Sevilla, Rigoletto, Macbeth, Boccanegra, Posa, Falstaff, Scarpia en Tosca, Gianni Schicchi, Iago en Otello, Germont en La Traviata, Amonasro en Aida o "Nabucco".

## Enregistraments

### Òpera
- Puccini: Tosca, dirigida per Victor de Sabata, amb Maria Callas i Giuseppe di Stefano, La Scala, 1953. Considerat per molts un enregistrament de referència d'aquesta òpera. És sens dubte el seu enregistrament més destacat, considerat d'excel·lent qualitat per la Guia Penguin.
- Leoncavallo: I pagliacci, dirigit per Tullio Serafin, amb Maria Callas, Giuseppe di Stefano i Rolando Panerai. La Scala (EMI, 1954).
- Rossini: El barber de Sevilla, dirigit per Alceo Galliera, amb Maria Callas i Luigi Alva, Philarmonia Orchestra, 1958.
- Verdi:
  - Falstaff, dirigit per Herbert von Karajan, amb Luigi Alva, Fedora Barbieri, Anna Moffo, Rolando Panerai, Elisabeth Schwarzkopf, Philharmonia Orchestra, 1956.
  - Un ballo in maschera, dirigit per A. Votto, amb Giuseppe di Stefano, Maria Callas, F. Barbieri, E. Ratti, Orquestra i cor del Teatre La Scala de Milà (EMI, 1956).
  - Simon Boccanegra, dirigit per Gabriele Santini, amb Borís Christoff i Victòria dels Àngels, Orquestra i cor de l'Òpera de Roma (EMI, 1957).
  - Otello, dirigida per T. Serafin, amb Jon Vickers i Leonie Rysanek, Òpera de Roma, 1960.
  - Nabucco, dirigit per Lamberto Gardelli, amb E. Suliotis, B. Prevedì, C. Cava, D. Carral, Orquestra i cor de l'Òpera de Viena (Decca, 1965).

### Filmografia
Va aparèixer en 25 pel·lícules, com a cantant i com a actor. La major part d'elles eren versions cinematogràfiques d'òperes de compositors com Verdi, Puccini i Rossini. Entre elles, destaquen:
- Tragèdia i triomf de Giuseppe Verdi (1953) Arxivat 2005-05-23 a Wayback Machine.
- Eldfågeln (L'ocell de foc, 1952)
- Pagliacci (1947)
- Maria Callas al Covent Garden (1964), producció per a televisió, dirigida per Franco Zeffirelli.